# Башкирский военный совет
Башкирский военный совет (Башкирское военное шуро) — военный совет при военном отделе Башкирского правительства.

## История
В декабре 1917 года III Всебашкирский Учредительный курултай утвердил резолюцию об организации милиции и вооружённых сил. Главной задачей последнего являлось защита автономного Башкурдистана. Для управления вооружёнными силами предполагалось создание Центрального военного совета и Главный штаб башкирских войск.
Башкирский военный совет был создан по фарману (приказу) Башкирского правительства от 12 июня 1918 года в городе Челябинск для управления Башкирским войском.
По фарманам (приказам) Башкирского военного совета в составе штаба войск возникли следующие отделы: строевой, информационный, артиллерийский, инженерный, мобилизационный, хозяйственный, интендантский, санитарный, военно-учебный и особый отдел добровольческих отрядов. Были созданы военно-врачебная и военно-следственная комиссии.

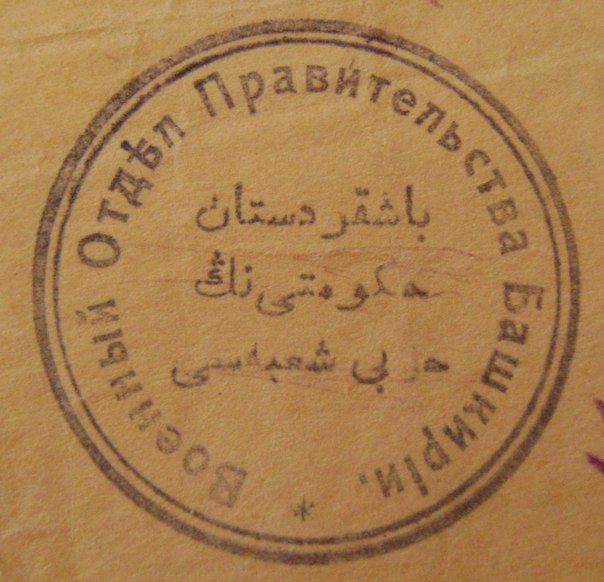
Печать военного отдела Башкирского Правительства

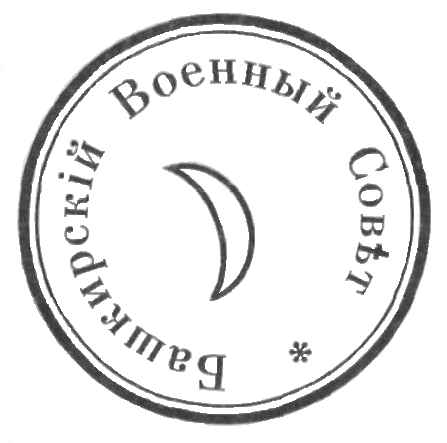
Печать Башкирского военного совета

С середины июля 1918 года совет выполнял функции штаба Башкирского войска. Для избежания полного подчинения Временному Сибирскому правительству и для получения оружия, обмундирования, денег и продовольствия из дополнительного источника Башкирский военный совет добился от Комитета членов Всероссийского Учредительного собрания включения Башкирского отдельного корпуса в Народную армию. От Комуча Башкирскому войску были выделены 10 пулемётов, 1 тысяча винтовок и 5 тысяч комплектов обмундирования.
С августа 1918 года местоположением Башкирского военного совета является город Оренбург. 13 июля 1918 года по приказу совета создаётся Комиссия по выработке единой униформы для башкирских частей. 28 августа Башкирский военный совет ввёл знаки различия, а 10 сентября 1918 года — единую форму одежды военнослужащих Башкирского войска.
11 октября 1918 года Правительство Башкурдистана подписало постановление о создании Башкирского войскового управления. Управление занималось организацией и устройством Башкирского Войска. К нему также передавались офицерский состав и финансовые ресурсы армии. Оно состояло из административного, судного, мобилизационного и хозяйственного отделов. Был учрежден штаб отдельного Башкирского корпуса, а Башкирский Военный Совет был оставлен как совещательный орган при правительстве республики. В конце февраля 1919 года Совет самораспустился.

### Руководство
Председателем Башкирского Военного Совета и начальником Войскового управления являлся член Правительства Башкурдистана, заведующий военным отделом.
В начале в должности председателя совета находился А. Габитов, его заместителем являлся Г. Таган, а секретарём совета был У. Терегулов. Позже председателем был избран Ахмед-Заки Валиди, его заместителем по военному совету стал подпоручик А. Габитов, а членами совета — А. Иркабаев, Т. Гисмати, прапорщики Г. Мухамедьяров и Г. Таган, секретарем совета — прапорщик Х. Терегулов. В июле 1918 года Ильдархан Мутин становится заместителем председателя Башкирского военного совета, а в августе назначается исполняющим обязанности председателя Башкирского военного совета.